# Margaret Satupai
Margaret Satupai, née le 9 juillet 1992, est une athlète samoane spécialiste du lancer du poids et du lancer du disque. En 2010, elle est vice-championne d'Océanie du lancer du disque puis médaillée de bronze en lancer du poids aux Jeux du Commonwealth.

## Palmarès
| Date | Compétition                    | Lieu       | Place    | Épreuve | Marque  |
| ---- | ------------------------------ | ---------- | -------- | ------- | ------- |
| 2006 | Championnats d'Océanie         | Apia       | 3e       | Poids   | 14,40 m |
| 2006 | Championnats d'Océanie         | Apia       | 3e       | Disque  | 43,72 m |
| 2007 | Jeux du Pacifique Sud          | Apia       | 3e       | Poids   | 13,60 m |
| 2007 | Jeux du Pacifique Sud          | Apia       | 6e       | Disque  | 42,86 m |
| 2008 | Championnats du monde juniors  | Bydgoszcz  | 10e (q.) | Poids   | 14,45 m |
| 2008 | Jeux du Commonwealth junior    | Pune       | 3e       | Poids   | 14,24 m |
| 2008 | Jeux du Commonwealth junior    | Pune       | 2e       | Disque  | 48,43 m |
| 2009 | Championnats du monde jeunesse | Bressanone | 2e       | Poids   | 14,96 m |
| 2009 | Championnats du monde jeunesse | Bressanone | 4e       | Disque  | 49,06 m |
| 2010 | Championnats du monde juniors  | Moncton    | 4e       | Poids   | 15,62 m |
| 2010 | Championnats du monde juniors  | Moncton    | 7e       | Disque  | 51,31 m |
| 2010 | Championnats d'Océanie         | Cairns     | 1re      | Poids   | 15,95 m |
| 2010 | Championnats d'Océanie         | Cairns     | 2e       | Disque  | 51,42 m |
| 2010 | Jeux du Commonwealth           | New Delhi  | 3e       | Poids   | 16,43 m |
| 2011 | Jeux du Pacifique              | Nouméa     | 2e       | Poids   | 15,12 m |
| 2011 | Jeux du Pacifique              | Nouméa     | 1re      | Disque  | 52,05 m |
| 2011 | Jeux du Pacifique              | Nouméa     | 2e       | Marteau | 49,71 m |